# Aspazoma amplectens
Aspazoma es un género monotípico  de fanerógamas perteneciente a la familia Aizoaceae. Su única especie: Aspazoma amplectens (L.Bolus) N.E.Br., es originaria de Sudáfrica.

## Descripción
Es una planta suculenta que alcanza los 40 cm de altura, a una altitud de 50 a 1200 m s. n. m. (metros sobre el nivel del mar) en Sudáfrica.

## Taxonomía
Aspazoma amplectens fue descrita por  (L.Bolus) N.E.Br. y publicado en The Genera of South African Flowering Plants 244. 1926.
sinonimia
- Mesembryanthemum amplectens L.Bolus